# Keio Challenger 2013
Il Keio Challenger 2013 è stato un torneo di tennis facente parte della categoria ATP Challenger Tour nell'ambito dell'ATP Challenger Tour 2013. È stata la 9ª edizione del torneo che si è giocato a Yokohama in Giappone dall'11 al 17 novembre 2013 su campi in cemento e aveva un montepremi di $50,000+H.

## Partecipanti singolare

### Teste di serie
| Nazionalità | Giocatore             | Ranking* | Testa di serie |
| ----------- | --------------------- | -------- | -------------- |
| Australia   | Matthew Ebden         | 94       | 1              |
| Slovenia    | Blaž Kavčič           | 98       | 2              |
| Giappone    | Gō Soeda              | 115      | 3              |
| Stati Uniti | Bradley Klahn         | 118      | 4              |
| Australia   | James Duckworth       | 132      | 5              |
| Francia     | Pierre-Hugues Herbert | 160      | 6              |
| Giappone    | Yūichi Sugita         | 164      | 7              |
| Giappone    | Tatsuma Itō           | 169      | 8              |

- Ranking al 4 novembre 2013.

### Altri partecipanti
Giocatori che hanno ricevuto una wild card:
- Borna Ćorić
- Yoshihito Nishioka
- Masato Shiga
- Kaichi Uchida

Giocatori che sono passati dalle qualificazioni:
- Chase Buchanan
- Chung Hyeon
- Shuichi Sekiguchi
- Yasutaka Uchiyama

Giocatori che hanno ricevuto un entry con un protected ranking:
- Daniel Kosakowski

## Vincitori

### Singolare
Matthew Ebden ha battuto in finale  Gō Soeda con il punteggio di 2–6, 7–6(3), 6–3.

### Doppio
Bradley Klahn /  Michael Venus hanno battuto in finale  Sanchai Ratiwatana /  Sonchat Ratiwatana con il punteggio di 7–5, 6–1.